# 댄 머주어
대니얼 리 "댄" 머주어(영어: Daniel Lee "Dan" Mazur, 1960년 10월 15일 ~ )는 미국의 산악인이다. 조상이 폴란드 즈워투프 출신인 폴란드계 미국인이다. 1990년 처음 카트만두에 도착한 후 지금까지 20년 이상 에베레스트의 고봉을 정복하고 있다.
그는 2006년경 에베레스트를 내려오다 조난당한 오스트레일리아의 등반가 링컨 홀(Lincoln Hall)을 구출하여 산악인들에게 큰 감명을 주었다.
2015년 네팔 지진 사태 당시 머주어는 약 100명 이상의 다른 등반가들과 함께 눈사태로 인해 에베레스트의 고지대 캠프에 고립되었다.